# Lac Paravani
Le lac Paravani (en géorgien : ფარავანი) est un lac de Géorgie, situé sur le plateau de Djavakheti, entre les chaînes d'Aboul-Samsari et de Djavakhetie.

## Géographie et hydrographie
Le lac Paravani est situé à 2 073 mètres d'altitude. Il couvre une surface de 37,5 km2 et son bassin versant 234 km2. Sa profondeur moyenne est de 2,2 m et sa profondeur maximale est de 3,3 m. Le volume de l'eau du lac est en tout de 91 millions de mètres cubes. Le niveau de l'eau du lac varie selon les saisons : il est bas en octobre et en novembre et haut en mai et en juin. En hiver, le lac est complètement gelé.
En plus des petites rivières telles que le Chaori, le Sabadostskali, la Rodionovskis Tskali et le Paravani, le lac est alimenté par les chutes de neige, la pluie et des sources souterraines.
Au sud du lac, la rivière Paravani se jette dans la Koura. Le lac est une des destinations favorites des pêcheurs géorgiens et arméniens.

## Sources
- (en) Georgian Encyclopedia, Vol. X, Tbilissi, 1985.